# Pochybnost

Pochybnosti?

Pochybnost je výraz nejistoty nebo nedůvěry ohledně nějakého stavu věcí. Může být teoretická, týká-li se vědění a poznání, ale také praktická, pokud se týká nějakého jednání či hodnocení. Je umožněna lidskou schopností reflexe a odstupu vůči vlastnímu mínění, schopností váhat a rozvažovat mezi dvěma a více alternativami. Pouze člověk může pochybovat sám o sobě. Jako taková je pochybnost emocionálně nepříjemná a člověk přirozeně hledá, jak by se jí zbavil. K tomu se nabízí v zásadě trojí cesta:
1. lépe prozkoumat stav věcí, opatřit si lepší informace
2. rozhodnout se „naslepo“ nebo podle jiných kritérií (voluntarismus)
3. zdržet se rozhodování či jednání (skepticismus).

## Filosofie
Nejistota lidského poznání i jednání je pro starověkou filosofii samozřejmá, ale pochybnost sama není jejím tématem. Většina antických myslitelů se snaží pochybnosti překonávat myšlením a zkoumáním, přičemž zvláštní úlohu hraje objev jistého poznání v geometrii a v matematice. Platón se snaží uplatnit něco podobného i v uvažování o lidských věcech, kdežto Aristotelés se více spoléhá na důkladnější a kritičtější zkoumání věcí samých. Stoicismus se snaží dosáhnout duševního klidu a vyrovnanosti tím, že zdůrazňuje význam statečnosti a ctností vůbec: svobodný člověk musí jednat, ale i kdyby ztroskotal, bude mu útěchou sama ctnost. Naproti tomu starověký skepticismus (Pyrrhón z Élidy, Karneadés) pokládá takové snažení za marné, a aby si uchoval klid duše, volí „odstup“ a „zdržení se úsudku“ (epoché).
V méně teoretickém pozdním židovství a raném křesťanství poznávání ustupuje víře jako praktickému spolehnutí na Boží slovo. Člověk, který se svěřil Kristu, nebude zbaven životních nejistot, nemohou ho však příliš ohrozit. Pochybnost tak dostává jiný význam nedostatku této víry a chápe se jako slabost („nevěřící Tomáš“, J 20,24 nn), případně i vina. O svých pochybnostech píše Augustinus, u něhož se už objevuje myšlenka, že kdo pochybuje, myslí, a nemůže tudíž o sobě pochybovat. ale teprve ve vrcholném středověku vzrostl zájem o neřešitelné rozpory, jak je sepsal Pierre Abélard (Sic et non) a ve scholastice se objevuje myšlenka, že „pochybnost vede člověka ke zkoumání a zkoumáním se přibližuje k pravdě“.
Pochybnost sama se stává filosofickým tématem až počátkem novověku, a to v jistém napětí vůči náboženským autoritám a dogmatům. Michel de Montaigne znovu objevil starověký pyrrhonismus a René Descartes založil svoji filosofii na radikální metodické pochybnosti. Uprostřed zmatků a občanských válek po rozpadu středověkého světa objevil v „Rozpravě o metodě“ (1637) pevný základ pro myšlení: i když zpochybní úplně všechno, nemůže v té chvíli pochybovat o tom, že myslí – a tedy je. Pochybnost se mu tak stala základem nepochybné jistoty.
V raném osvícenství (Pierre Bayle) se pochybnost stává hlavním motivem pokroku a důležitou zbraní proti pověrám. Na Bayla navázal také David Hume, který ovšem mluví o „umírněné skepsi“, kterou je třeba korigovat „zdravým rozumem“. Pro Kanta je pochybnost „protikladem a překážkou proti domněnkám“, pro jeho kritickou metodu velmi užitečná. Pochybnost se tak stává nástrojem kritiky a hlubšího poznávání a odděluje se od radikální skepse.
Hluboká pochybnost, vedoucí až k celkovému zoufalství, je velké téma S. Kierkegaarda a po něm celé existenciální filosofie. Naproti tomu Edmund Husserl přímo navazuje na Descartovu jistotu, získanou metodickým pochybováním a Ludwig Wittgenstein považuje skepticismus nejen za vratký, ale „zřejmě nesmyslný“.